# Cláudio Souto
Cláudio Fernando da Silva Souto (Garanhuns, Pernambuco, 29 de março de 1931) é Doutor e Livre-Docente em Direito pela UFPE e Doutor em Sociologia (Dr. rer. soc.) pela Universidade de Bielefeld, Alemanha. As pesquisas realizadas na área da Sociologia do Direito, levaram o autor a elaborar a Visão Substantiva do Direito.

## Biografia
Cláudio Souto fez seus estudos secundários completos no Colégio Osvaldo Cruz, Recife.
Bacharelou-se em Ciências Jurídicas e Sociais pela Faculdade de Direito do Recife, hoje Centro de Ciências Jurídicas da Universidade Federal de Pernambuco (1949-1953).
No ano de 1954 ingressou no doutorado em Direito da Faculdade de Direito do Recife, obtendo o título de doutor em 1957.
Foi Professor Assistente de Sociologia na Faculdade de Filosofia do Recife da então Universidade do Recife (hoje UFPE) e Professor Assistente, depois Professor Adjunto, de Direito Constitucional na Faculdade de Direito do Recife.
Desde 2009, é professor Titular Emérito de Sociologia do Direito da Universidade Federal de Pernambuco (UFPE-Brasil).
Dentre suas realizações, em 1959 Cláudio Souto, a pedido dos estudantes da Faculdade de Direito do Recife, ministrou o primeiro curso de sociologia do direito no Brasil. Mas foi em 1963, na Universidade Católica de Pernambuco, que Cláudio Souto deu origem à Sociologia do Direito com disciplina em cursos de direito no Brasil. Cláudio Souto também foi responsável por tornar a sociologia do direito disciplina curricular das pós-graduações em Direito e em Sociologia da UFPE.
Pesquisador do Departamento de Sociologia do Instituto Joaquim Nabuco de Pesquisas Sociais, do MEC, havendo coordenado e realizado para esse Instituto a primeira pesquisa sócio-jurídica empírica brasileira. Medalha Humanidades da Fundação Joaquim Nabuco. Medalha do Mérito da Faculdade de Direito do Recife. Pesquisador Fundador do Instituto de Ciências do Homem da UFPE, de onde se originou a pós-graduação em ciências humanas dessa Universidade. Pesquisador 1A do Conselho Nacional de Desenvolvimento Científico e Tecnológico (CNPq) e consultor desse órgão.
Pesquisador Fulbright nos Estados Unidos, onde foi "Visiting Research Fellow" no "Southwestern Legal Center" (Dallas) e "Visiting Research Scholar" das "Graduate Faculties" da Universidade de Columbia (New York). Professor Visitante na Universidade de Colônia, Alemanha, por duas vezes, em programa da Fundação Alexander von Humboldt, tendo coordenado e realizado nessas permanências duas pesquisas empíricas de Sociologia do Direito. Professor Visitante no Centro de Pesquisa Interdisciplinar ("Zentrum für interdisziplinäre Forschung") da Universidade de Bielefeld.

## Teoria Substantiva do Direito
Cláudio Souto é autor da teoria substantiva do direito, uma teoria que cunho conteudístico e não procedimental.
A teoria consiste em apontar que o direito não é uma questão de aplicação de procedimento de justiça, mas necessariamente o resultado de justiça. Para isso, aponta que o ser humano é constituído por Sentimento (S), Ideia (I) e Vontade (V). Temos aqui o composto SIV, do qual parte o autor para desenvolver sua teoria.

## Obras publicadas
- SOUTO, Cláudio. Introdução ao direito como ciência social. São Paulo: Atlas, 1971.
- SOUTO, Cláudio. Teoria sociológica geral. Porto Alegre: São Paulo: EPU, 1974, re-editada em 2006.
- SOUTO, Cláudio. Teoria sociológica do direito e prática forense. Porto Alegre: Sergio Antonio Fabris Editor, 1978.
- SOUTO, Cláudio e FALCÃO, Joaquim (orgs.). Sociologia e Direito: textos básicos para a disciplina de Sociologia Jurídica. São Paulo: Pioneira Thomson Learning, 1980, (reeditada em 2005).
- SOUTO, Cláudio e SOUTO, Solange. Sociologia do Direito: uma visão substantiva. Porto Alegre: Sergio Antonio Fabris Editor, 1981, reedição em 2003.
- SOUTO, Cláudio. Allgemeinste wissenschaftiche Grundlagen des Sozialen. Alemanha: s. ed., 1984.
- SOUTO, Cláudio e SOUTO, Solange. A Explicação Sociológica. Porto Alegre: Sergio Antonio Fabris Editor, 1985.
- SOUTO, Cláudio e SOUTO, Solange. O que é pensar sociologicamente. Porto Alegre: Sergio Antonio Fabris Editor,1987.
- SOUTO, Cláudio e SOUTO, Solange. Mudança social e mentalidade jurídica. Porto Alegre: Sergio Antonio Fabris Editor,1989.
- SOUTO, Cláudio e SOUTO, Solange. Ciência e ética no direito. Porto Alegre: Sergio Antonio Fabris Editor,1992.
- SOUTO, Cláudio e SOUTO, Solange. Tempo do Direito Alternativo. Porto Alegre: Sergio Antonio Fabris Editor,1997.
- SOUTO, Cláudio. Natureza, Mente e Direito: Para além do usual acadêmico. Porto Alegre: Sergio Antonio Fabris Editor, 3ª edição, 160 páginas, 2015.
- SOUTO, Cláudio e SOUTO, Solange. Sociologia do Direito: uma visão substantiva. Porto Alegre: Sergio Antonio Fabris Editor, 2015.
- SOUTO, Cláudio e SOUTO, Solange. Breve histórico da sociologia jurídica na Faculdade de Direito do Recife. Revista Acadêmica da Faculdade de Direito do Recife, vol. 88, no. 1 p. 22-38, 2016. Disponível em: http://repositorios.ufpe.br/revistas/ACADEMICA/article/view/2099/2924.
- SOUTO, Cláudio e SOUTO, Solange. For a general theoretical unified axiomatic reduction of the natural spaces. Revista Brasileira de Sociologia do Direito, vol. 6, no. 2, p. 3-12, maio/ago. 2019. DOI: https://doi.org/10.21910/rbsd.v5n2.2019.327.